# دشيرة مائلة
دشيرة مائلة (الاسم العلمي: Dasychira obliquata) هي نوع من الحشرات تتبع جنس الدشيرة من الفصيلة الأربوسية.